# 藤永田造船所

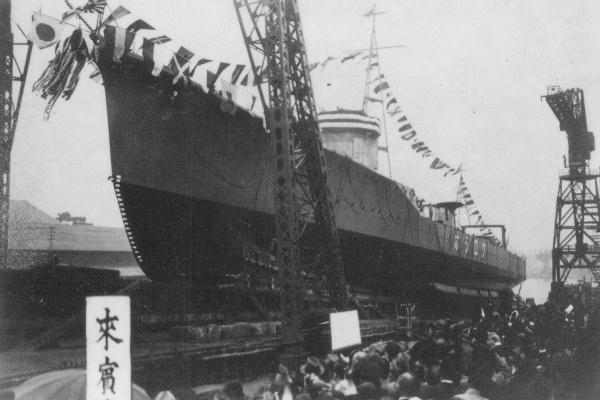
日軍驅逐艦黑潮號驅逐艦於1938年在藤永田造船所下水

藤永田造船所（Fujinagata Zōsenjo）是一家位於日本大阪的一家民营造船厂，大日本帝国海軍的驱逐舰里有五分之一由藤永田造船厂制造。被称为日本最古老的造船厂，也曾制造过鐵路車輛。

## 歷史沿革
1689年3月，在大坂堂島船大工町（现为大阪市北区堂島1丁目），藤永田造船厂的前身「兵庫屋」船库成立。那时候「兵庫屋」并不具备造船能力，仅是用于海边船只在岸边过冬时的仓库使用。
1854年，因接到紀州藩雇佣生产御座船（御座船为天皇，官员，幕府，大名等贵族上层人士用于展示威仪的舰船，可作为战舰使用）订单，船厂搬迁至江之子島敷屋町（現大阪西区江之子島）。
1869年，在德國工程師的技术指导下「兵庫屋」船厂設計並生產了西洋式軍艦，
1870年，建造了第一個由民營造船厂建造的木质蒸汽外輪船。軍艦与蒸汽船的制造，使得其成为了近代化船厂。
1874年，造船廠搬遷至大阪的西成郡岩崎新田（現在的大阪西区千代崎地区），并将名称变更为藤永田造船所。
1884年，造船厂搬迁至大阪的大正区新炭屋町（現在的大阪大正区千島地区）。
1900年，藤永田造船厂制造的第一艘钢制商船「第二永田丸」下水。
1917年，藤永田造船厂於大坂東成郡敷津村（現在的大坂住之江区地区目）設立了敷津造船厂，该厂引进了大量近代化造船设备。使得藤永田造船厂获得了规模化生产近代化舰船的能力。
1919年11月，藤永田造船厂敷津造船分厂被大日本帝国海軍认定为海军舰船指定制造工厂。开始为大日本帝国海軍制造驱逐舰「藤」。
1921年5月31日，藤永田完成的驱逐舰「藤」舉行下水儀式，為藤永田在往後為日本帝國海軍建造的56艘驅逐艦的第一艘。除了生产军舰外，藤永田造船厂还从事了鐵路車輛、铸铁管、化学工业机器制造等多样化生产。
1923年4月10日，正式成立藤永田造船所公司（日文名：株式会社藤永田造船所）。
1926年5月，藤永田造船厂敷津造船分厂成为藤永田造船厂的总厂。原藤永田造船厂总厂改为新炭屋町造船厂，并将位于敷津造船厂对岸的船町造船所吸收合并，设立了船町造船厂。
1928年12月，受大萧条影响，藤永田造船厂经营不善，其軍艦製造部門被大日本帝国海軍艦政本部臨時艦船建造部接手管理。
1929年4月，藤永田创始人家族的第十代家主永田三十郎辞职藤永田造船所公司社长职位。同年11月，池田岩三郎海軍中将就任社長职位。
1931年，藤永田开始从事化学工業機器製造。
1932年11月，岸本信太海軍中将就任藤永田造船所公司社長职位。
1933年，受赤字影响，将车辆工厂关闭改建为兵工厂。
1940年，藤永田連同其他被認為具有戰略上重要性的企業被海軍省國有化，被指定为海軍管理工場。
1944年1月，藤永田被指定为军需公司。截止至1944年12月共雇佣有从业人员16508人，成为继大阪的大阪陸軍造兵廠、住友金属工業之后的第三大公司。当时其公司内大約有一半的員工是日本朝鮮族，而員工中有至少150名為澳洲籍戰俘，系在違反日內瓦公約的情形下被迫勞動。
1945年6月1日，藤永田的主要造船設施在第二次大阪大空襲中受到重创。二战结束后，藤永田造船厂开始从事于渔船、货船、液化石油气运输船（LPG船）等制造。
1962年，藤永田完成了他們的第一艘液化石油气运输船（LPG船）。同年10月，藤永田造船公司将化工機部門从公司内分离，设立藤永田化工（日语：藤永田エンンジニアリング）。
1967年10月，藤永田造船公司被三井造船吸收合并。
1977年3月，藤永田化工（日语：藤永田エンンジニアリング）被三井造船化工（日语：三井造船エンジニアリング）吸收合并、拥有278年历史的藤永田不复存在。

## 註記
1. ↑  Porter, Japan, the Rise of a Modern Power
2. ↑  Glusman, Conduct Under Fire